# Miconia flammea
Miconia flammea är en tvåhjärtbladig växtart som beskrevs av Giovanni Casaretto. Miconia flammea ingår i släktet Miconia och familjen Melastomataceae. Inga underarter finns listade i Catalogue of Life.